# Queanbeyan (LGA)
City of Queanbeyan is een Local Government Area (LGA) in Australië in de staat New South Wales. City of Queanbeyan telt 40.661 inwoners. De hoofdplaats is Queanbeyan.